# Jerry Voutilainen
Jerry Voutilainen (Kuopio, Finlandia, 29 de marzo de 1995) es un futbolista finlandés. Su posición es la de mediocampista y su club es el KuPS Kuopio de la Veikkausliiga de Finlandia.

## Estadísticas

### Clubes
Actualizado al último partido jugado el 16 de octubre de 2022.
| KuPS Kuopio · Finlandia | 1.ª           | 2011          | 2   | 0  | -  | - | - | - | 2   | 0  | 0    |
| KuPS Kuopio · Finlandia | 1.ª           | 2012          | 17  | 3  | 6  | 1 | 1 | 0 | 24  | 4  | 0.17 |
| KuPS Kuopio · Finlandia | 1.ª           | 2013          | 13  | 0  | 11 | 2 | - | - | 24  | 1  | 0.04 |
| KuPS Kuopio · Finlandia | 1.ª           | 2014          | 28  | 0  | 6  | 0 | - | - | 34  | 0  | 0    |
| KuPS Kuopio · Finlandia | Total club    | Total club    | 60  | 3  | 23 | 3 | 1 | 0 | 84  | 6  | 0.07 |
| VPS · Finlandia | 1.ª           | 2015          | 18  | 2  | 3  | 0 | - | - | 21  | 2  | 0.1  |
| VPS · Finlandia | 1.ª           | 2016          | 25  | 2  | 1  | 1 | - | - | 26  | 3  | 0.11 |
| VPS · Finlandia | 1.ª           | 2017          | 26  | 0  | 6  | 1 | 4 | 1 | 36  | 2  | 0.06 |
| VPS · Finlandia | 1.ª           | 2018          | 26  | 0  | 5  | 0 | - | - | 31  | 0  | 0    |
| VPS · Finlandia | 1.ª           | 2019          | 21  | 0  | 7  | 2 | - | - | 28  | 2  | 0.07 |
| VPS · Finlandia | Total club    | Total club    | 116 | 4  | 22 | 4 | 4 | 1 | 142 | 9  | 0.06 |
| F. C. Honka · Finlandia | 1.ª           | 2020          | 21  | 0  | 7  | 0 | 1 | 0 | 29  | 0  | 0    |
| F. C. Honka · Finlandia | 1.ª           | 2021          | 13  | 4  | 1  | 0 | 2 | 0 | 16  | 4  | 0.25 |
| F. C. Honka · Finlandia | 1.ª           | 2022          | 26  | 6  | 7  | 0 | - | - | 33  | 6  | 0.18 |
| F. C. Honka · Finlandia | Total club    | Total club    | 60  | 10 | 15 | 0 | 3 | 0 | 78  | 10 | 0.13 |
| Total carrera | Total carrera | Total carrera | 236 | 17 | 60 | 7 | 8 | 1 | 304 | 25 | 0.08 |
| (1) Incluye datos de Copa de la Liga de Finlandia y Copa de Finlandia. (2) Incluye datos de Liga Europa de la UEFA. (3) No incluye goles en partidos amistosos. |               |               |     |    |    |   |   |   |     |    |      |

## Palmarés

### Títulos nacionales
| Título                       | Club        | País      | Año  |
| ---------------------------- | ----------- | --------- | ---- |
| Copa de la Liga de Finlandia | F. C. Honka | Finlandia | 2022 |
| Copa de Finlandia            | KuPS Kuopio | Finlandia | 2024 |
| Veikkausliiga                | KuPS Kuopio | Finlandia | 2024 |